# Amy Coneyová Barrettová
Amy Vivian Coneyová Barrettová, nepřechýleně Amy Coney Barrett (* 28. ledna 1972 New Orleans, Louisiana) je americká právnička, od října 2020 soudkyně Nejvyššího soudu Spojených států, kterou nominoval prezident Donald Trump. V devítičlenném soudním tělese tak posílila stávající konzervativní většinu v poměru šesti ku třem. V letech 2017–2020 byla členkou Odvolacího soudu Spojených států pro sedmý okruh.

## Právnická kariéra
Barrettová je první a jedinou ženou, která kdy byla soudkyní Sedmého okruhu za stát Indiana. Jako právnička je obvykle popisována jako „originalistka“ a „textualistka“, podobně jako její mentor a bývalý nadřízený, soudce Antonin Scalia. Její interpretace práva je založena na tzv. originalismu, doslovném výkladu a principu stare decisis.
Barrettová byla nominována do sedmého okruhu Odvolacího soudu prezidentem Donaldem Trumpem v květnu 2017 a potvrzena Senátem Spojených států v témže roce. Zároveň se svou funkcí ve federálním soudu působí stále ještě jako profesorka práva na právnické fakultě Univerzity Notre Dame v Indianě, kde přednáší občanské právo procesní a ústavní právo a jeho interpretaci. Krátce po jejím potvrzení do Odvolacího soudu v roce 2017 ji prezident Trump přidal na svůj seznam potenciálních kandidátů do Nejvyššího soudu Spojených států. Brzy poté, co se uvolnila 18. září 2020 pozice v Nejvyšším soudu úmrtím Ruth Bader Ginsburgové, byla Amy Barrettová považována za přední kandidátku na toto místo. Dne 26. září 2020 ji prezident Donald Trump nominoval na pozici soudkyně Nejvyššího soudu.

## Soudkyně Nejvyššího soudu
Senát USA schválil nominaci Amy Coneyové Barrettové dne 26. října 2020 poměrem hlasů 52 : 48. Pro její nominaci hlasovali všíchni senátoři za Republikánskou stranu s výjimkou Susan Collinsové z Maine. Pro hlasovala také aljašská senátorka Lisa Murkowská, která svůj původně zamítavý postoj 23. října změnila. Naopak proti hlasovalo v plénu Senátu všech 46 senátorů za Demokratickou stranu a formálně nezávislý senátor Bernie Sanders.
Hodinu poté, pozdě večer 26. října 2020, složila Barrettová v Bílém domě za přítomnosti prezidenta Donalda Trumpa první předepsanou přísahu na americkou ústavu do rukou člena Nejvyššího soudu Clarence Thomase. Konzervativní většina na tomto soudu tak vzrostla na poměr 6 : 3, což komentátoři považují za významné Trumpovo vítězství. Dne 27. října byla na pořadu druhá takzvaná soudcovská přísaha v budově Nejvyššího soudu. Barrettová se tak stala 115. soudcem tohoto soudu, ale teprve pátou ženou v historii nejvyšší instituce amerického soudnictví.

## Soukromý život
Je vdaná; s manželem Jessem Barrettem mají pět vlastních dětí a dvě adoptované děti. Jeden z vlastních synů má Downův syndrom. Adoptované děti jsou sourozenci pocházející z Haiti. Barrettová je praktikující katoličkou.
Během léta 2020 byla pozitivně testovaná na nemoc covid-19.